# Härnö socken
Härnö socken i Ångermanland uppgick 1873 i Härnösands stad och dess område är sedan 1971 en del av Härnösands kommun, från 2016 inom Härnösands domkyrkodistrikt.
Socknens areal var 31 kvadratkilometer land, staden på 9 oräknad. Sockenkyrkan Härnösands domkyrka delades med Härnösands stad. 1856 var befolkningen 256 personer.

## Administrativ historik
Härnö socken bildades tidigt genom en utbrytning ur Säbrå socken. 1586 utbröts Härnösands stad och Härnösands församling.
Vid kommunreformen 1862 övergick socknens ansvar för de kyrkliga frågorna till Härnö församling och för de borgerliga frågorna bildades Härnö landskommun. 1873 inkorporerades landskommunen i Härnösands stad som 1971 ombildades till Härnösands kommun. Församlingen uppgick samtidigt 1873 i Härnösands församling.
1 januari 2016 inrättades distriktet Härnösands domkyrkodistrikt, med samma omfattning som Härnösands domkyrkoförsamling hade 1999/2000 och fick 1873, och vari detta sockenområde ingår.
Socknen har tillhört fögderier, tingslag och domsagor enligt vad som beskrivs i artikeln Ångermanland.  De indelta båtsmännen tillhörde Andra Norrlands förstadels båtsmanskompani.

## Geografi
Härnö socken omfattar hela Härnön förutom det område som var Härnösands stad.
Härnön skiljs från fastlandet av Norra respektive Södra sundet. Solumssjön (39 m ö.h.) samt Örsjön (52 m ö.h.) ligger på ön. Gammal odlingsbygd finns i Gånsviksdalen samt invid ovan nämnda sjöar på Härnön, som i övrigt är kuperad och skogbevuxen. Gånsviksdalen delar ön i en nordlig och en sydlig del. Dalen mynnar i havet vid Gånsviken. Byn Gånsvik samt det gamla fiskeläget Gånsvikshamn ligger också i dalen. Byn Solum ligger norr om Solumssjön. Berget Vårdkasberget (176 m ö.h.) syns på långt håll när man närmar sig Härnösand.
Så gott som hela socknen omges av Säbrå socken. Det är bara en liten del längst i söder på Härnön, i höjd med Storholmens fyr, som gränsar - i Södra Sundets mynning - mot Häggdångers socken. Mellan Storholmens fyr och Gropudden i Häggdånger är avståndet drygt en kilometer.

## Fornlämningar
Man har funnit och bevarat omkring 55 fornlämningar inom församlingens område. Av dessa utgörs tio av gravar av kuströsetyp. Bland de övriga finns gravhögar från järnåldern, delvis i små gravfält.

## Namnet
Namnet (1374 Härnös(sundh)) avser ön innehåller härn, 'huvud, topp, hjässa' troligen syftande på Vårdkasebergets form.

## Befolkningsutveckling
| Befolkningsutvecklingen i Härnö socken 1810–1870                                                         | Befolkningsutvecklingen i Härnö socken 1810–1870 | Befolkningsutvecklingen i Härnö socken 1810–1870 | Befolkningsutvecklingen i Härnö socken 1810–1870 | Befolkningsutvecklingen i Härnö socken 1810–1870 |
| --- | ------------------------------------------------ | ------------------------------------------------ | ------------------------------------------------ | ------------------------------------------------ |
| |                                                  |                                                  |                                                  |                                                  |
| År |                                                  |                                                  | Folkmängd                                        |                                                  |
| 1810 | 1810                                             |                                                  | 206                                              |                                                  |
| 1820 | 1820                                             |                                                  | 166                                              |                                                  |
| 1830 | 1830                                             |                                                  | 194                                              |                                                  |
| 1840 | 1840                                             |                                                  | 181                                              |                                                  |
| 1850 | 1850                                             |                                                  | 225                                              |                                                  |
| 1860 | 1860                                             |                                                  | 272                                              |                                                  |
| 1870 | 1870                                             |                                                  | 303                                              |                                                  |
| Anm: Källor: Umeå universitet - Tabellverket 1749-1859, Demografiska databasen, CEDAR, Umeå universitet. |                                                  |                                                  |                                                  |                                                  |